# Gramont (Tarn-et-Garonne)
Gramont település Franciaországban, Tarn-et-Garonne megyében. Lakosainak száma 132 fő (2022. január 1.). Gramont L’Isle-Bouzon, Miradoux, Plieux, Saint-Créac és Marsac községekkel határos.

## Népesség
A település népessége az elmúlt években az alábbi módon változott:
| Lakosok száma | 150  | 147  | 151  | 141  | 137  | 133  | 131  | 131  | 132  |
|               | 2013 | 2015 | 2016 | 2017 | 2018 | 2019 | 2020 | 2021 | 2022 |